# Bogoslov
Bogoslov (bulgariska: Богослов) är ett distrikt i Bulgarien.   Det ligger i kommunen obsjtina Kjustendil och regionen Kjustendil, i den västra delen av landet, 70 km sydväst om huvudstaden Sofia.
Trakten runt Bogoslov består till största delen av jordbruksmark. Runt Bogoslov är det ganska glesbefolkat, med 24 invånare per kvadratkilometer.